# Katie Horton
Katie Horton (* 8. März 1995 in Westland, Michigan) ist eine ehemalige US-amerikanische Volleyball- und Beachvolleyballspielerin.

## Karriere Halle
Nachdem sie zunächst als Fußballerin aktiv gewesen war, entschied sich die Schülerin im Alter von fünfzehn Jahren für den Volleyballsport. Mit der Wayne Memorial High School gewann sie zwei aufeinanderfolgende Distrikt Meisterschaften. 2013 schrieb sie sich an der Ohio University ein. Als Freshman unterstützte sie die Bobcats zu einer 27-6 Serie. So gewann ihre Mannschaft die Mid American Conference Championship der Saison. Dabei war die Außenangreiferin die zweitbeste Punktesammlerin ihres Teams.
Als Sophomore an der Florida State University verhalf die im Wayne County (Michigan) geborene Sportlerin mit ihren Leistungen als zweitbeste Angreiferin, drittbeste Aufschlägerin und Abwehrspielerin sowie viertbeste Blockerin ihrer Mannschaft zum zweiten Platz in der Atlantic Coast Conference und zum Erreichen der Runde der besten sechzehn Teams der National Collegiate Athletic Association  (NCAA). 2015 und 2016 konnten die Seminoles die Platzierung in der Konferenz bestätigen. 2016 kam eine weitere Achtelfinalteilnahme in der NCAA Meisterschaft hinzu.
In dieser ihrer letzten Hallensaison erreichte Horton als erste Studentin der Hochschule sowohl 1000 erfolgreiche Angriffsschläge als auch die gleiche Anzahl gelungener Abwehraktionen. Darüber hinaus war sie als Senior die beste Aufschlägerin der Seminoles. Ihre Leistungen sorgten dafür, dass sie in diesem Jahr ins First Team All-ACC und ins American Volleyball Coaches Association (AVCA) All-East Region Team berufen wurde. Darüber hinaus erhielt sie von PrepVolleyball.com die Auszeichnung als All-America Honorable Mention. Danach verstärkte sie die Universitätsauswahl ihres Heimatlandes bei der Sommer-Universiade 2017 und beendete anschließend ihre Hallenkarriere.

## Karriere Beach
Während ihres Studiums fuhr die Athletin ab 2015 zweigleisig. Als Redshirt-Freshman bestritt sie allerdings nur fünf Spiele im Sand und gewann mit Cecilie Woie vier davon. In ihrer Sophomore-Season sorgte sie an der Seite von Annie Montgomery mit dafür, dass die Seminoles an der ersten NCAA Beachvolleyballmeisterschaft teilnehmen konnten und bei der Veranstaltung die Vizemeisterschaft errangen. Auch 2017 war die Florida State im Finalturnier dabei und stand im Halbfinale. Horton hatte eine Gesamtbilanz von 24/10 mit vier verschiedenen Partnerinnen. Mit Francesca Goncalves siegte sie bei neunzehn Begegnungen fünfzehn Mal.
In ihrem Senior-Jahr als Beachvolleyballerin blieb Kathy Horton in den siebzehn Konferenzspielen ungeschlagen. Insgesamt ging sie in 40 Begegnungen 33 Mal als Siegerin vom Feld. Die Belohnung für die überragenden Leistungen war die Auszeichnung als wertvollste Spielerin der CCSA und die Nominierung als NCAA All-Tournament Team No. 2 position mit Hailey Luke. So trug die beiden entscheidend mit dazu bei, dass ihre Hochschule zum zweiten Mal im Endspiel der bedeutendsten Universitätsmeisterschaften der Vereinigten Staaten stand. Waren die Seminoles noch in der ersten Partie gegen UCLA in den NCAA Play-offs mit 4:1 siegreich, schafften die Kalifornierinnen im Finale die Revanche.
Hatte Katie Horton nach Beendigung ihres Studiums zunächst bei der AVP Tour überschaubare Ergebnisse geliefert, gelangen ihr mit Brook Bauer 2022 bei FIVB Futures 2022 eine Finalteilnahme und ein weiterer Vorstoß in die Vorschlussrunde. Die US-Amerikanerinnen erreichten danach das Endspiel der AVP Open in Huntington Beach und mussten sich nur gegen die späteren Weltmeisterinnen Kelly Cheng und Sara Hughes geschlagen geben. Zuvor hatte Horton mit Julia Scoles, mit der sie nur zwei Mal gemeinsam antrat, Bronze beim ersten Challenge in Dubai gewonnen und war fünf Tage später beim gleichwertigen zweiten Event am gleichen Ort mit ihr noch einmal ins Halbfinale eingezogen. 2023 wieder mit Bauer standen Viertelfinalteilnahmen bei der amerikanischen Beachserie in Miami, Virginia Beach, Denver, Hermosa Beach und Atlanta zu Buche. Beim World Tour Challenge in Jūrmala überstanden die US-Amerikanerinnen die Qualifikation, blieben jedoch im Hauptwettbewerb ohne Sieg.

## Auszeichnungen
- 2016: First Team All-ACC
- 2016: AVCA All-East Region
- 2016: PrepVolleyball.com All-America Honorable Mention
- 2018: CCSA Tournament MVP
- 2018: NCAA All-Tournament Team No. 2 position mit Hailey Luke

## Persönliches
Laura und David Horton sind die Eltern der Sportlerin, die eine Schwester namens Keri hat. Katie Horton schloss 2019 ihr Studium als Bachelor in Sportmanagement ab.